# Hijitus
Hijitus és un superheroi d'historieta creat pel dibuixant i caricaturista Manuel García Ferré. Va aparèixer per primera vegada el 1955 a la historieta Pio-Pio, a la revista Billiken, i va ser el primer dibuix animat argentí en protagonitzar la sèrie Hijitus transmesa per la televisió argentina entre 1967 i 1974. Retransmesa en els '90s i en 2010 amb alt índex d'audiència. És un dels personatges de còmic argentí més conegut.
Hijitus habita dins de l'univers de Manuel Garcia Ferre compartit amb altres personatges com Anteojito, Llargarut, i tota una galeria de personatges ben definits.
Hijitus viu en una canella geganta als afores de la seva ciutat amb el seu gos Pichichus. Per a la cultura popular de l'Argentina, viure en les canelles significa ser pobre, amb la qual cosa aquest fet simbolitza que Hijitus no posseeix molts béns econòmics. Posseeix, no obstant això, un capell màgic que ho transforma en un superheroi amb múltiples poders.

## Perfil
Tant la historieta com la sèrie tenen una estructura simple. Hijitus és un noi pobre però de bon cor que és enganyat típicament per personatges amb males intencions com el Professor Neurus. Quan Hijitus descobreix l'engany (usualment la situació ha aconseguit un nivell dramàtic) es transforma en Super Hijitus i actua per reparar la situació. Una temàtica recurrent és els intents dels enemics per separar a Hijitus del seu capell o robar-ho per apropiar-se dels poders màgics d'aquest.

## Poders i habilitats
Hijitus és un noi humà comú. No obstant això, quan empra el seu barret, es converteix en Super Hijitus, un superheroi amb vol, super força, super velocitat i resistència. Ha exhibit ocasionalment altres poders com super alè o vista calorífica i també ha demostrat que amb la seva super velocitat poder fins a causar un remolí a la manera de Superman.

## Personatges

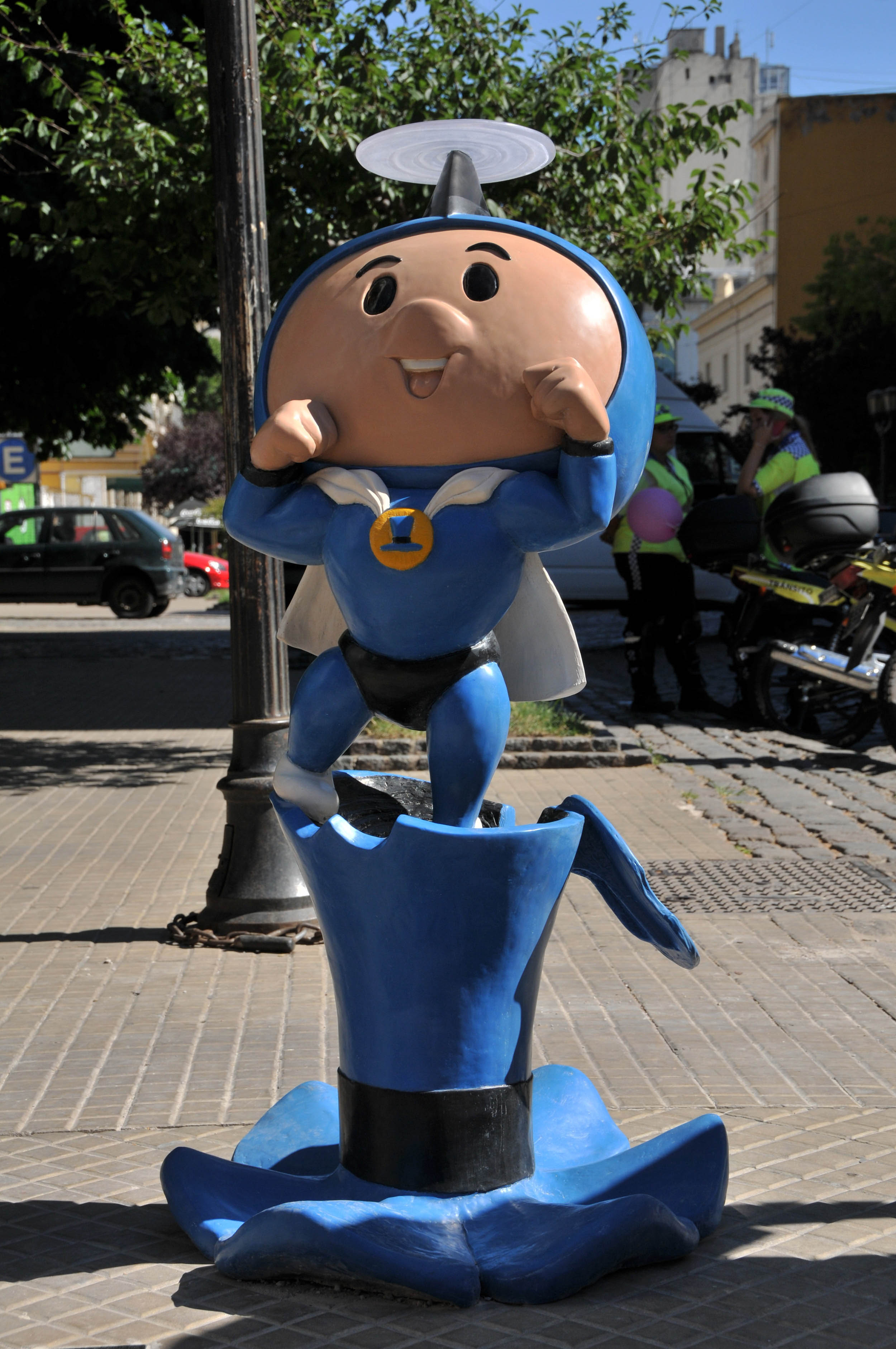
Estàtua de Súper Hijitus en el Passeig de la Historieta de Buenos Aires.

- Súper Hijitus, el propi Hijitus després de travessar el seu barret màgic i dir les paraules màgiques "barret, sombreritus, converteix-me en Súper Hijitus".
- Pichichus, el petit gos de n'Hijitus del qual és molt fidel company; és l'últim exemplar de la raça fictícia Pichichus Vagabundis
- El Comissari, representant de la llei amb un evident accent de Corrientes i sempre un mat en mà. El seu leit motiv (música exclusiva del personatge) és un chamamé en acordió i guitarra tocat de manera accelerada.
- El Professor Neurus, savi boig, el dolent de la historieta.
- Pucho, ajudant de Rosario del Professor Neurus.
- Serrucho, un altre ajudant de Neurus.
- Larguirucho, amic incondicional de Hijitus, encara que en els seus inicis era secuaz del vilà professor Neurus.
- Oaky, fill de Gold Silver, el milionari més famós de la ciutat. És un bebè faixat. Al menor inconvenient Oaky exclamava: «Tiros, lio, cocha golda, lompo l'àlma!» ("tir, embolic, cosa grossa, trenco l'ànima" en llenguatge infantil) i portant dos revòlvers llançava tirs a l'aire.
- Gold Silver, el papà de Oaky. Milionari
- Gutiérrez, el majordom de Goldsilver que a vegades va actuar com a delinqüent.
- Truku el robot.
- El Boxitracio, un animal una miqueta rar, mescla de cangur i conill.
- El Director del Museu, un home pèl-roig amb accent nord-americà.
- El Dragoncito Cantor. Un cadell de drac molt bondadós, li encanta cantar però quan ho fa pot cremar a els qui té a prop, ja que, com a bon drac, li surten flames per la boca.
- Cachavacha, la bruixa que sempre apareixia acompanyada del seu mussol parlant.[6]
- La vecinita de davant, l'amor no correspost de Oaky.
- Kechum, cosí de Rosario de Pucho, Kechum és molt fort i brètol, tan fort que en enutjar-se provoca terratrèmols.
- La Marañaza, artilugi creat pel Professor Neurus per portar endavant els seus plans,i apareix en un sol episodi
- Dedo Negro, delinqüent que podia disfressar-se de qualsevol persona, encara que sense poder ocultar el seu polze negre.
- Raimundo, orfe de l'orfenat de Trulalá, qui acaba convertint-se en fillol de Llargarut.
- Celler i Rampinyo, són dos delinqüents que moltes vegades s'associen al Professor Neurus.
- El Gran Hampa, cap mafiós que apareix sempre en les ombres de la seva butaca, sent sol visibles ulls i mans.
- Don Tomás, el capatàs de l'estada de Gold Silver. Un home de camp, bé paisà.